# Колесникова, Ирина Владимировна (балерина)
Ирина Владимировна Коле́сникова (род. 27 апреля 1980) — артистка балета, ведущая солистка Санкт-Петербургского Театра Балета (SPBT). Большая часть выступлений балерины проходит с театром за рубежом.

## Биография
Родилась в 27 апреля 1980 года в Ленинграде. В детстве занималась плаванием, художественной гимнастикой и фигурным катанием. В 1990 году поступила в Ленинградское хореографическое училище имени А. Я. Вагановой (c 1991 года — Академия русского балета). Училась в классе профессора Эльвиры Кокориной, выпустилась в 1998 году.
В декабре того же года была принята в труппу Санкт-Петербургского Театра балета (SPBT), где её педагогами-репетиторами стали сначала Светлана Ефремова а затем — Любовь Кунакова. В 2001 году она стала ведущей солисткой этого театра.
С 1999 года с труппой Санкт-Петербургского Театра Балета (SPBT) активно гастролирует по миру, уже выступив в таких странах  как Великобритания, Ирландия, Франция, Германия, Голландия, Италия, Испания, Австрия, Швейцария, Финляндия, Норвегия, Швеция, Дания, Израиль, Бельгия, Литва, Турция, США, Южная Африка, Австралия, Новая Зеландия, Китай, Малайзия, Сингапур, Япония и Тайвань.
В 2002, Ирина Колесникова приняла участие в трёх международных конкурсах артистов балета, где стала лауреатом следующих премий:
- Премия Натальи Макаровой* и Серебряная медаль Открытого конкурса артистов балета «Арабеск» (Пермь, Россия).
- Серебряная медаль Международного конкурса артистов балета в Варне (Болгария).
- Золотая медаль Международного конкурса артистов балета в Праге (Чехия).

*В первые в истории конкурса Премия Натальи Макаровой была присуждена обладательнице Серебряной медали. Обычно, эта премия, в случае её присуждения вручается участнице, завоевавшей Золотую медаль.
26 декабря 2002 Ирина Колесникова дебютировала в Лондоне на сцене многотысячного Королевского Альберт Холла в спектакле Санкт-Петербургского Театра Балета "Лебединое Озеро".
Несколькими днями позже, 30 декабря в Таймс вышла рецензия, полностью посвящённая интерпретации роли Одетты-Одиллии, представленной Ириной. В опубликованной Таймс рецензии на это спектакль критик Аллен Робертсон сказал:
"…Ирина Колесникова – звезда Санкт-Петербургского театра балета в спектакле "Лебединое Озеро" приняла решение, которое бросает всю историю в высший рельеф. Она изобразила Одетту, заколдованную и превращенную в лебедя принцессу, и её злого имитатора Одиллию, так, как будто обе они на самом деле птицы….
Властность Колесниковой имеет безжалостный, злобный характер. Она, скорее, гипнотизирует бедного Зигфрида, чем флиртует с ним. В результате эффект от ее выступления такой же захватывающий и дерзкий, как и заслуживающий доверия настолько, насколько это возможно в театре, даже в таком большом месте скопления зрителей, как Альберт Холл…Колесникова – балерина потрясающих технических достоинств. Ее танец выписан крупно, но без преувеличений. Все, что она делает, исходит из глубины ее души."
В 2004 за исполнение партии Китри в балете Л. Минкуса «Дон Кихот». Колесникова была номинирована на соискание приза Prix Benois de la Danse.
В 2004 в Санкт-Петербурге вышел в свет фотографический альбом "Ирина Колесникова" (ISBN 5 -94300-037-2), вступительную статью к которому "Ирина Колесникова – моя любовь", написала Русско-Американский балетный критик и фотограф Нина Аловерт. Выпуск альбома был приурочен к 10-летней годовщине Санкт-Петербургского Театра Балета (SPBT). В него вошли 111 фотографий балерины, запечатлевшие её как во время спектаклей, репетиций, так и вне сцены. Авторами большинства, вошедших в альбом фотографий, стали сама Нина Аловерт, а также известный Санкт-Петербургский фотограф Владимир Зензинов.
В 2005 Британским кругом критиков за исполнение партии Одетты-Одиллии в балете П. Чайковского "Лебединое озеро" Колесникова была номинирована в Лондоне на соискании приза National Dance Awards как лучшая балерина года.
В 2005 Ирина приняла участие в V Международном конкурсе артистов балета в японском Нагойе, где завоевала Серебряную медаль. Председателем жюри конкурса была великая русская балерина Майя Михайловна Плисецкая.
В 2006 Санкт-Петербургский Театр Балета выпустил первый DVD балета с участием Ирины Колесниковой. Запись живого балета "Лебединое озеро" была сделана 2 апреля 2006 в Государственном Театре Претории во время первых гастролей SPBT по Южной Африке.

В 2007 Санкт-Петербургский Театр Балета выпустил DVD Жизель с участием Ирины Колесниковой. Запись живого балета была сделана 16 марта 2006 в Государственном Театре Претории во время второго турне SPBT по Южной Африке. 

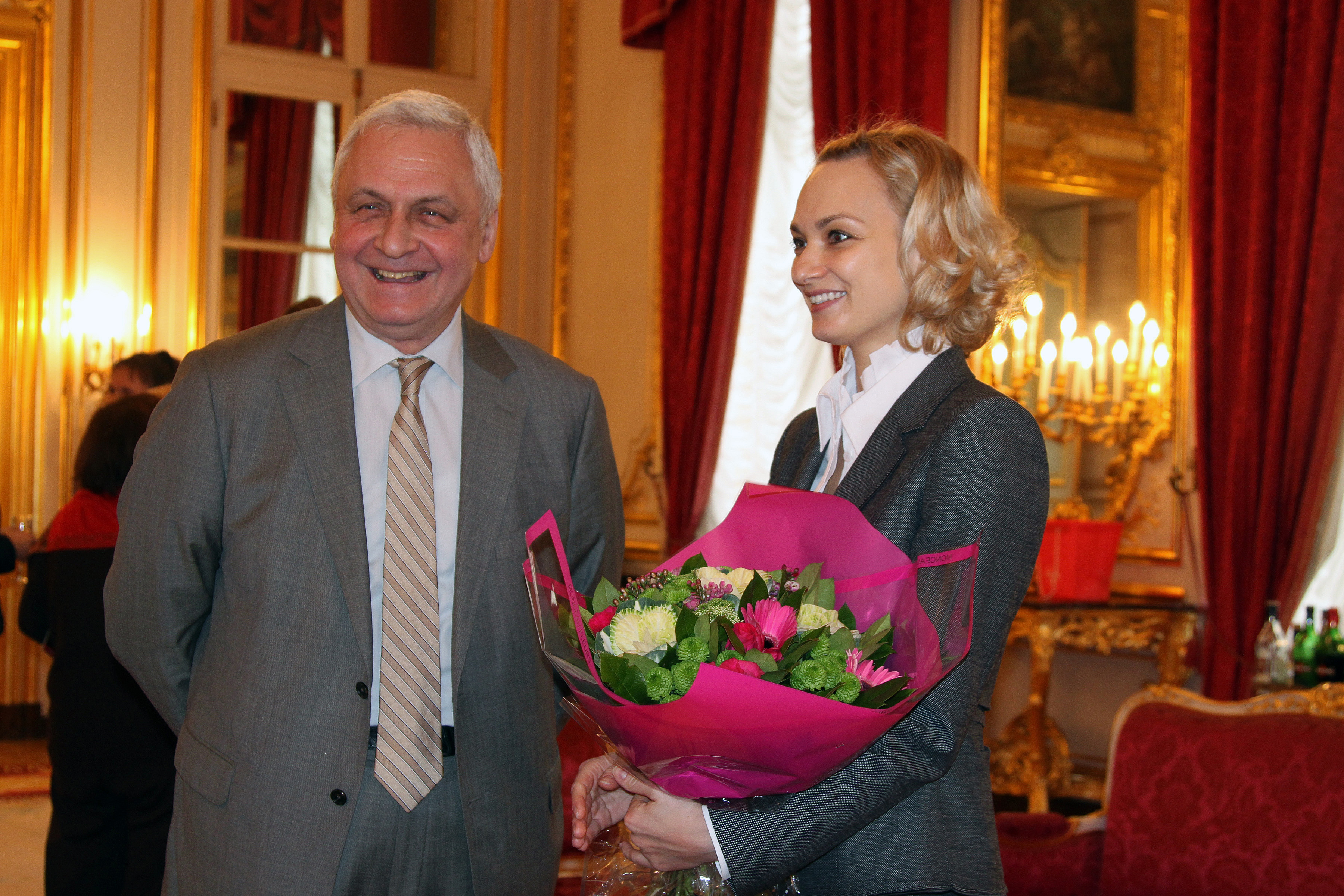
Ирина Колесникова с Послом России во Франции, Александром Орловым. 6 февраля 2012 г., Париж.

Начиная с 2007 года Ирина Колесникова ежегодно выступает вместе с труппой в Париже, исполняя главные партии в спектаклях, проходящих на сцене Театра Елисейских полей либо Парижского дворца конгрессов.
В июне 2008 Ирина дебютировала в Вест-Энд в Лондоне на сцене Театра Аполло. В качестве приглашённой звезды она танцевала роль голливудской легенды Джуди Гарленд в современном спектакле хореографа Питера Шауфуса «ДИВЫ» с 19 июня по 5 июля.
Дебра Крейн, главный критик британской Таймс в рецензии, опубликованной 27 июня 2008, сказала:
"...Ирина Колесникова, возможно, статная и очень русская Гарленд, но она обладает такой яркой индивидуальностью и роскошной техникой, что затмевает всё, что было до неё. Очаровательная и харизматичная она является единственной истиной дивой..."
17 мая 2009 Ирина впервые выступила на сцене Лондонского Колизея, станцевав роль Никии в Баядерке Санкт-Петербургского Театра Балета (SPBT).  
В феврале 2012 года в честь балерины состоялся приём в резиденции посла России во Франции Александра Орлова. Приём был записан Российским государственным телевидением и вышел в эфир13 февраля 2012 года. 
В выступлении артистки в балете "Лебединое озеро" нашёл своё вдохновение французский модельер Жан Дусе (фр. Jean Doucet), создавая коллекцию женской одежды сезона "весна-лето 2013". Ирина приняла участие в её показе, проходившем в парижском Театре Шатле в рамках Недели моды в Париже: 24 января 2013 года она вышла на подиум как в качестве балерины, так и манекенщицы.

### Личная жизнь
Ирина Колесникова — супруга Константина Тачкина, основателя и генерального директора Санкт-Петербургского Театра Балета (SPBT). 30 июня 2014 года у них родилась дочь Василина.

## Королевский Альберт Холл, Лондон

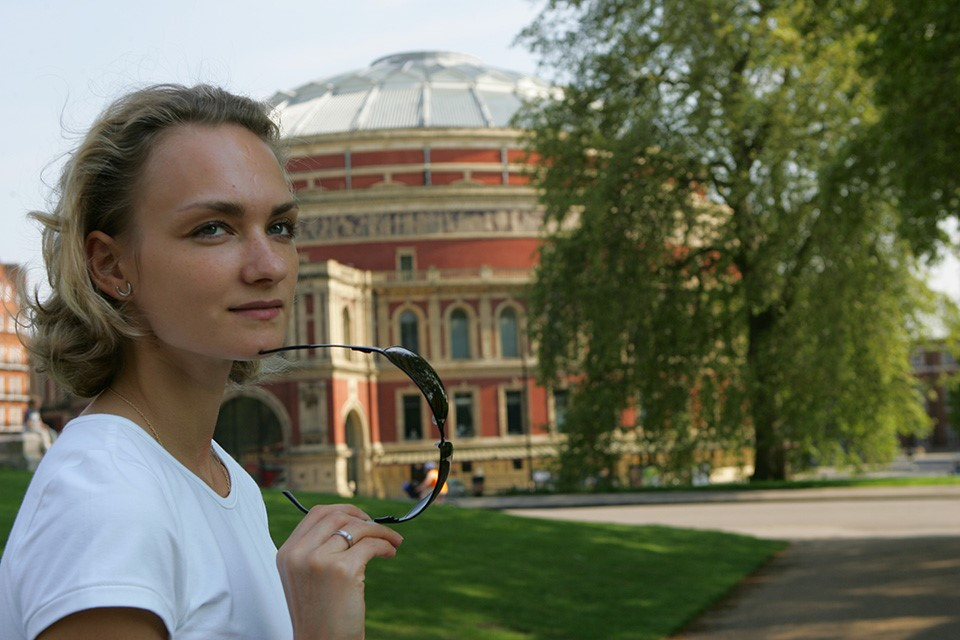
Ирина Колесникова перед Королевским Альберт Холлом. 11 мая 2006, Лондон.

С 2002 по 2007 Ирина ежегодно выступала на сцене Королевского Альберт Холла. В течение этого периода Санкт-Петербургский Театр Балета (SPBT) представил её в балетах П. И. Чайковского "Лебединое озеро" – 2002, 2005, 2007 и "Щелкунчик" – 2003, 2004, 2006
Спектакль 21 ноября 2005 стал для Ирины особенным – впервые её имя, как балерины, исполняющей роль Одетты-Одиллии, было анонсировано для публики за несколько месяцев до представления. Перед спектаклем Ирина дала интервью BBC London TV News. В репортаже, который вышел в эфир вечером 21 ноября 2005 BBC назвала Ирину "the main attraction and box office draw"  
24 ноября 2005, Таймс опубликовала рецензию своего критика Дональда Хутеры, который сказал:
"Выученная в Вагановской Академии, 25-летняя балерина – настоящая актриса, наделенная выразительными руками, гибким торсом и трогательно мягкой, чувственной, но тщательной техникой, так и притягивающей к ней зрителей и принца Зигфрида в исполнении Дмитрия Акулинина. Недавно номинированная британскими критиками на премию National Dance Awards как лучшая балерина года, Колесникова – восхитительная Одетта.
В IV акте Колесниковой, погруженной в трагическую меланхолию, приходится уступить несколько нелепой благополучной развязке, оставшейся с советских времен. Но, несмотря на несуразный финал, этот вечер был ее триумфом..."

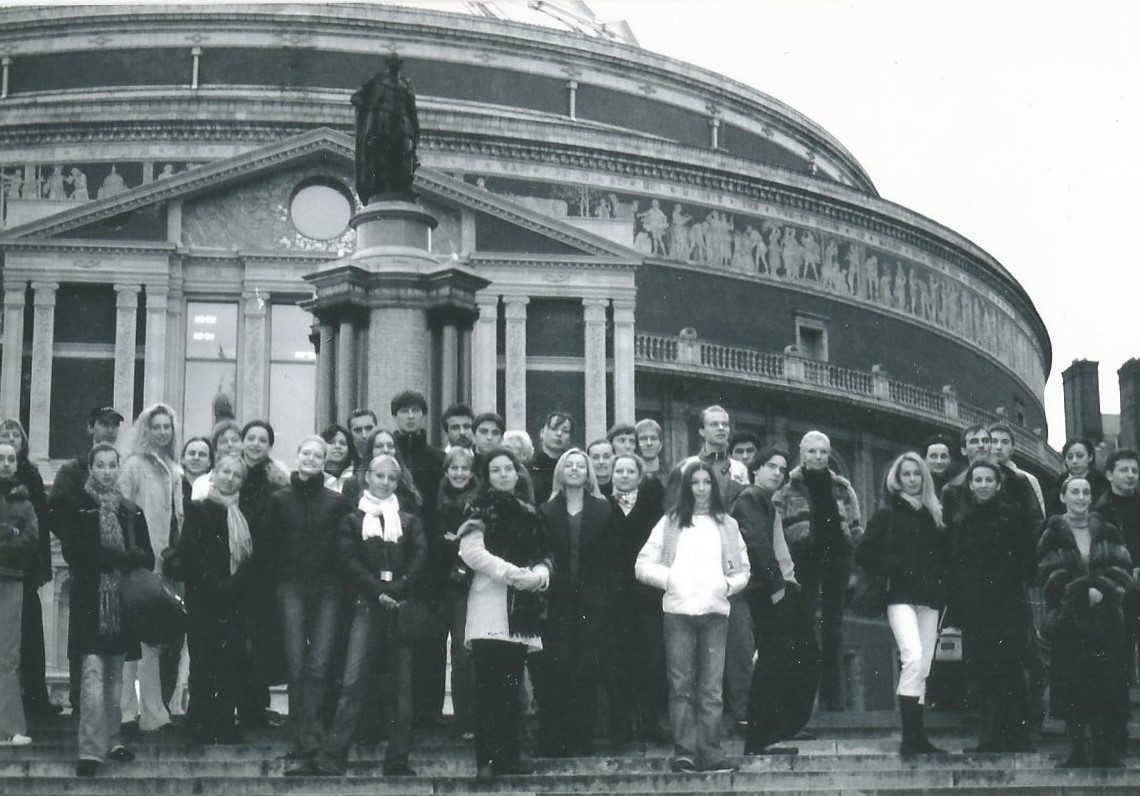
SPBT у Королевского Альберт Холла. 22 ноября 2004, Лондон

24 ноября 2005, критик Лаура Томпсон в рецензии, опубликованной в Телеграф, сказала:
"Санкт-Петербургский Театр Балета полон веры в себя и балет. У них есть еще один козырь в рукаве – первоклассная балерина Ирина Колесникова в роли Одетты-Одиллии, обладающая величественным очарованием и отточенной техникой. Она несомненная звезда."
26 ноября 2005, национальный The Observer также опубликовал рецензию, в которой его балетный критик Янн Пэрри сказала:
"Среди многих балетных компаний, посещающих Соединенное Королевство в это время года, труппа Санкт-Петербургского Театра Балета – одна из лучших. Ведущая танцовщица, Ирина Колесникова – потрясающе эффектная балерина. Она очень эмоционально исполняет партию Одетты-Одиллии в постановке, основанной на версии Кировского театра. Ее исполнение настолько погружено в трагедию, что благополучная развязка, своеобразное "отклонение" советской эпохи, кажется нелепым, как никогда…"

## Театр Елисейских Полей, Париж

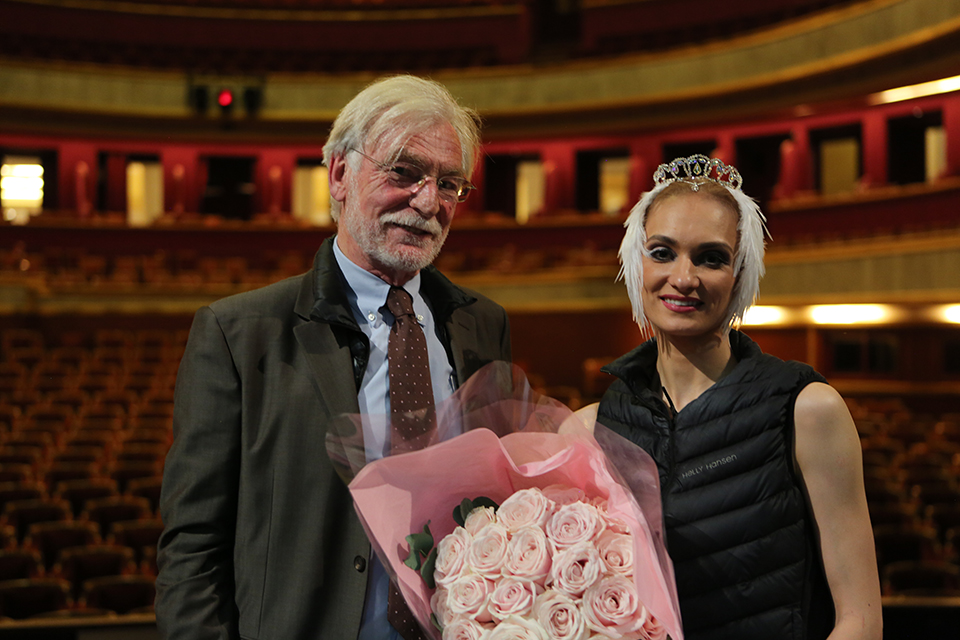
Ирина Колесникова с Фрэнсисом Лепиджоном, бывшим директором Театра Елисейских Полей. После выступления. 22.02.2018, Париж.

В 2018 году Ирина отметила 10-летие своих ежегодных парижских сезонов, которые регулярно проходят на сцене знаменитого Театра Елисейских Полей. За эту декаду в дополнение к самому популярному в мире балету П. Чайковского "Лебединое озеро" парижской публике были также представлены такие шедевры мировой хореографии, как:
- Дон Кихот (2009, 2016)
- Жизель (2009, 2017)
- Баядерка (2009, 2015)
- Щелкунчик (2011)
- Спящая красавица (2011)
- Санкт-Петербургский Щелкунчик (2013, 2016)
- Ромео и Джульетта (2015)
- Шопениана и Пахита (2018)

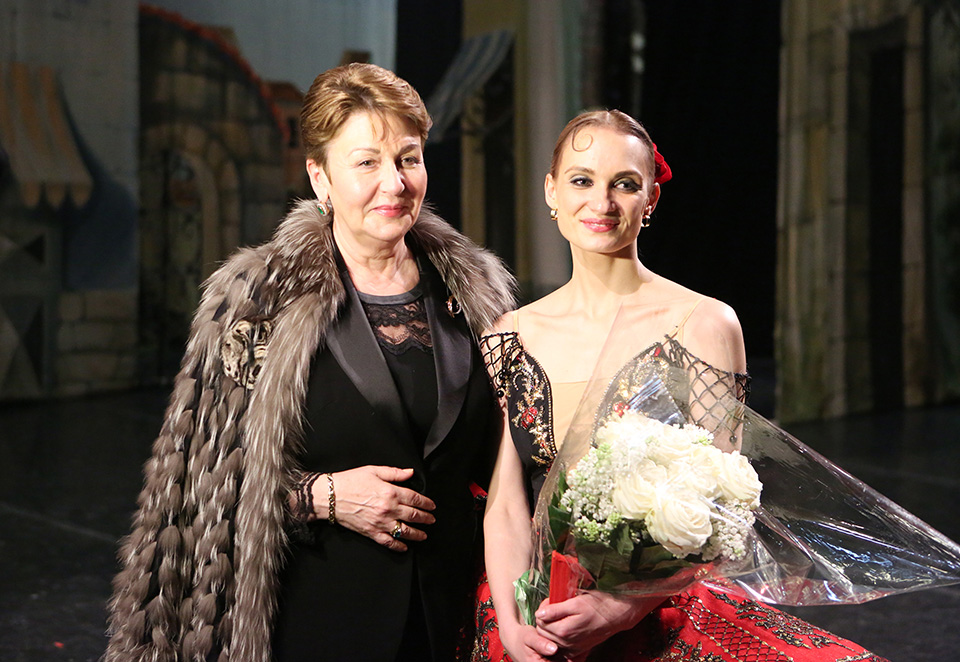
Ирина с Элеонорой Митрофановой, постоянным представителем России при ЮНЕСКО. Театр Елисейских полей. 26.02.2016, Париж

Именно во время парижских сезонов, национальный французский еженедельник Journal du Dimanche опубликовал статью "Триумф белого лебедя поcле Чёрного", где уважаемый критик Николь Дюо назвала Ирину “дивой танца, с которой мало кто из звёзд может сравниться” , а парижский журнал Danse (№260, Апрель 2011), резюмировав множество восторженных отзывов, полученных Ириной Колесниковой за свою интерпретацию роли Одетты-Одиллии, опубликовал рецензию своего танцевального критика Маргариты Медина, которая в частности написала:
"Благодаря этой удивительно гибкой танцовщице, артистке до мозга костей, нам удалось увидеть действительно идеального лебедя. Её нежность и трепетность в образе Одетты очень трогательны; ее уверенные эквилибры, ее пируэты и масштаб ее девелопе сочетаются с красотой ее пор де бра.
Ирина примиряет театральность с виртуозностью и прекрасно иллюстрирует двойственность своего персонажа, ее Черный Лебедь импозантен и самоуверен; ее совершенные пируэты, ее двойные и тройные фуэте наэлектризовали публику в Театре Елисейских Полей.
Отсутствие какого-либо внешнего напряжения, свобода движений и экспрессивность позволяет поместить эту петербургскую звезду, приятную за кулисами и блестящую на сцене – на вершину хореографического Олимпа наряду с другими выдающимися талантами ее поколения."

## "Её звали Кармен"

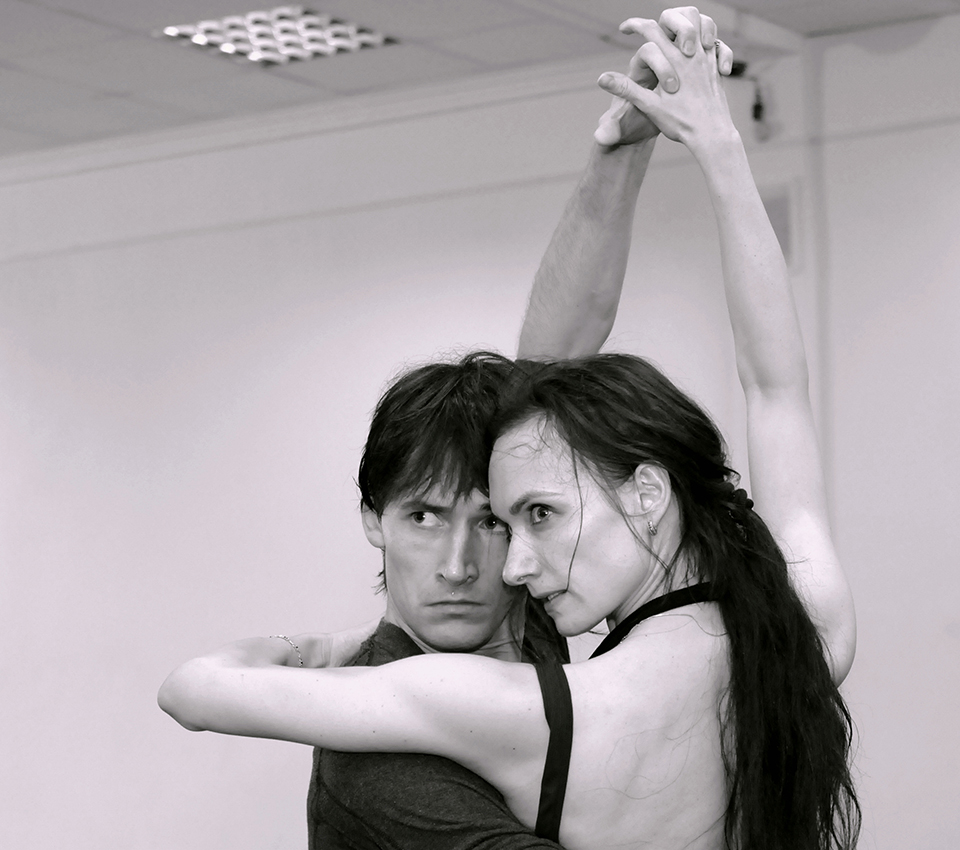
Ирина Колесникова и Юрий Ковалев на репетиции «Ее звали Кармен», 14.08.2016, Санкт-Петербург.

В апреле 2016 года Ирина Колесникова при поддержке международного объединение Oxfam посетила два лагеря беженцев на Балканах в Табановце и Прешево, расположенных в четырех километрах от границы с Сербией. Истории, которые она здесь услышала, убедили Ирину в необходимости привлечь внимание к миграционному кризису в Европе и повысить осведомленность о тяжелом положении беженцев в лагерях на Балканах.Так родилась идея создать новый балет «Её звали Кармен», перенеся действие знаменитой новеллы Проспера Мериме в лагерь беженцев и провести его премьеру на престижной сцене Лондонского Колизея.
Визит Ирины Колесниковой на Балканы привлек внимание международных СМИ:
- Reuters, 22 April 2016 (недоступная ссылка)
- Evening Standard, 22 April 2016
- Deutsche Welle 25 April 2016
- The Financial Times, 29 April 2016
- The Newsweek, 29 April 2016
- BBC radio Woman’s Hour, 25 August 2016
- The Sunday Express, 7 August 2016
- Daily Mirror, 3 September 2016

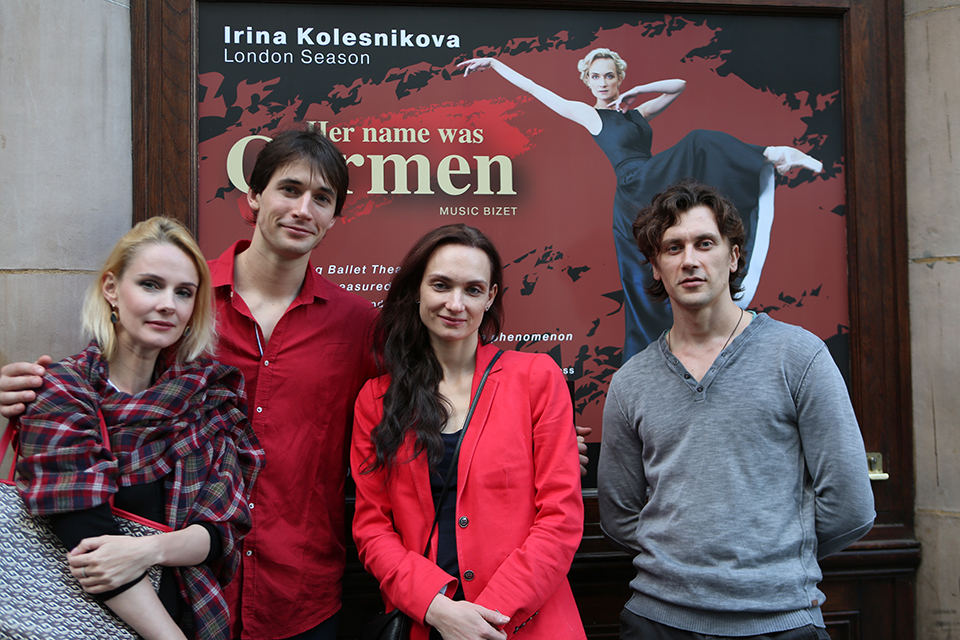
Ирина Колесникова с Ольгой Костель, Юрием Ковалевым и Дмитрием Акулининым. Входная дверь Лондонского Колизея, 28.08.2016

Во время посещения лагеря Ирина была до слез тронута подарком, который она получила от одной из девочек-беженок.
"Одна маленькая девочка ходила за мной и все время не отпускала мою руку. Когда мне пришлось уходить, она одела на мой палец маленькое пластиковое кольцо, выполненное в виде цветка. Я ношу его с тех пор не снимая, а также буду с ним танцевать Кармен. Я не сниму его, пока не узнаю, что все такие дети, как она, в безопасности", - сказала Ирина в интервью Deutsche Welle 25 апреля 2016 года.
Через два дня после отъезда Ирины эта девочка исчезла из лагеря, и никто не смог сказать, где она находилась. Ирина восприняла это близко к сердцу, и эта история была включена в либретто "Её звали Кармен".
Двух актный балет "Ее звали Кармен" - это история о любви, ревности и смерти, действие которой происходит в современном лагере беженцев. Его мировая премьера прошла в лондонском Колизее с 23 по 28 августа 2016 года.
Музыка: Жорж Бизе; Хореография: Ольга Костель
В ролях: Кармен - Ирина Колесникова; Хосе - Дмитрий Акулинин; Гарсия - Юрий Ковалев

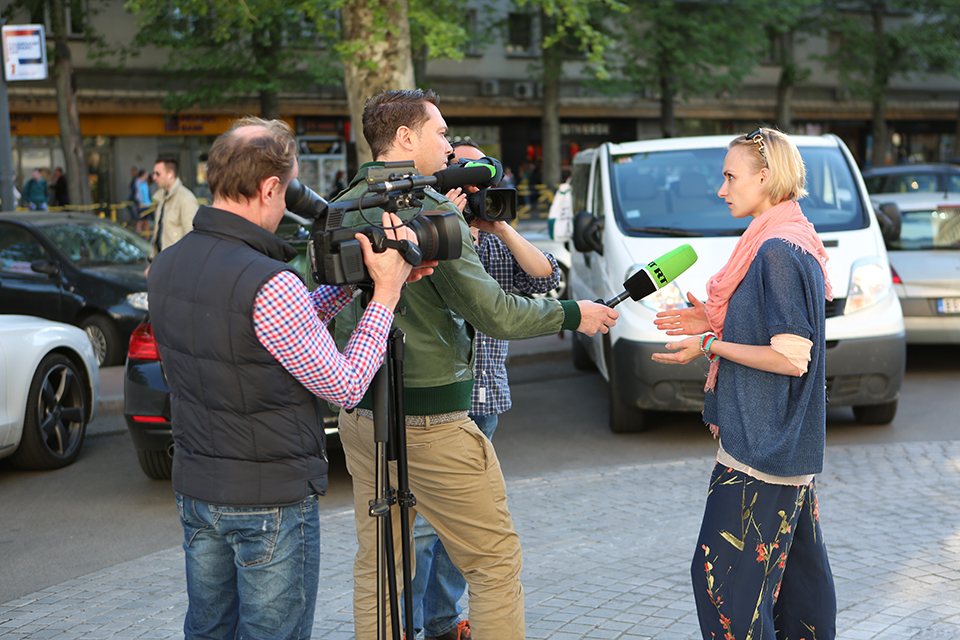
Интервью Ирины Колесниковой для RT в Белграде, 21.04.16

Роль маленькой сирийской девочки исполнила Ксения Косова, воспитанница Хореографического училища Марины Вежновец из Белоруссии. Все четыре выступления Кармен Ирина танцевала с тем самым пластиковым кольцом в виде цветка, подаренным ей в лагере.
Роли беженцев, полицейских, журналистов, волонтеров и бандитов исполнили солисты и артисты кордебалета Санкт-Петербургского Театра Балета (SPBT).
Спектакли проходили в сопровождении симфонического оркестра Английской Национальной Оперы под управлением российского дирижера Игоря Томашевского.
Один фунт с каждого проданного билета пошел на усилия Oxfam по предоставлению убежища и поддержки беженцам на Западных Балканах.

## Репертуар
- «Лебединое озеро» Одетта и Одиллия
- «Щелкунчик» Маша
- «Спящая Красавица» принцесса Аврора, фея Клер Бонте
- «Дон Кихот» Китри, Королева Дриад
- «Жизель» Жизель, Мирта
- «Баядерка» Никия, Принцесса Гамзатти
- «Ромео и Джульетта» Джульетта
- «Пахита»
- «Шопениана»
- «Дивы» Джуди Гарленд (хореография Петера Шауфуса)
- «Санкт-Петербургский Щелкунчик» Мария (хореография Елены Кузьминой)
- «Ее звали Кармен» Кармен (хореография Ольги Костель)

## Отзывы критиков
Своеобразной визитной карточкой балерины стала партия Одетты-Одиллии в балете "Лебединое озеро" в редакции Константина Сергеева. В своей рецензии на выступление Ирины в этом спектакле, балетный критик Нина Аловерт писала, что "технических трудностей для Колесниковой не существует, и она свободно отдавалась музыке, собственной интерпретации пластики и актёрскому наполнению роли". В то же время критик сетовала на такую проблему артистки, как ограниченность её репертуара, указывая, что танцовщица существует отдельно от таких мировых колоссов, как Большой и Мариинский театр, представляя русский балет в других странах, можно сказать в одиночку.
В анонсе выступлений Колесниковой в Париже французский критик Николь Дюо утверждала, что в движениях этой балерины, "с которой сравнится не каждая звезда", "техника сочетается с бесконечной плавностью".

## Награды
2002
- Премия Натальи Макаровой и Серебряная медаль Открытого конкурса артистов балета "Арабеск " (Пермь, Россия).
- Серебряная медаль Международного конкурса артистов балета в Варне (Болгария).
- Золотая медаль Международного конкурса артистов балета в Праге (Чехия).

2003
- Номинация на соискание приза "Benois de la danse ".

2004
- Стипендия Министерства культуры Российской Федерации за особый вклад в развитие культуры и искусства.

2005
- Серебряная медаль V Международного конкурсе артистов балета в Нагойе (Япония).
- Номинация на соискание премии имени Ричарда Шеррингтона[англ.] в категории "лучшая балерина года" (Великобритания)[22][* 1].

2018
- Лауреат приза журнала "Балет " "Душа танца".